# 氘瑞米德韦
氘瑞米德韦，(英語：Deuremidevir)，又称VV116，是一种用于治疗轻至重度2019冠状病毒病的药物。
VV116是一种氘化的氢溴酸瑞德西韦，2020年11月，包括武汉病毒研究所和 Vigonvita 的成员在内的一个研究小组在一份预印本中首次描述了这种结构。它在 2022 年完成了三期临床。2022年10月至2023年1月在中国大陆进行的一项单独的3期临床试验结果表明，与安慰剂相比，VV116可以缩短患有轻度至中度疾病的非住院成年人的2019冠状病毒疾病症状持续时间，非劣于奈瑪特韋/利托那韋。2023年1月，中国国家药品监督管理局有条件地批准了该药物的上市。
2023年11月，为应对病毒突变和感染特征的变化，世卫组织调整了其治疗指南。除了其他变化，除了临床试验，建议不要使用氘瑞米德韦治疗2019冠状病毒病。
2022年，一份研究显示，氘瑞米德韦在小鼠模型中能有效抑制呼吸道合胞病毒。目前，该药物还在进行治疗呼吸道合胞病毒感染的临床试验。